# Mathäus Schlick

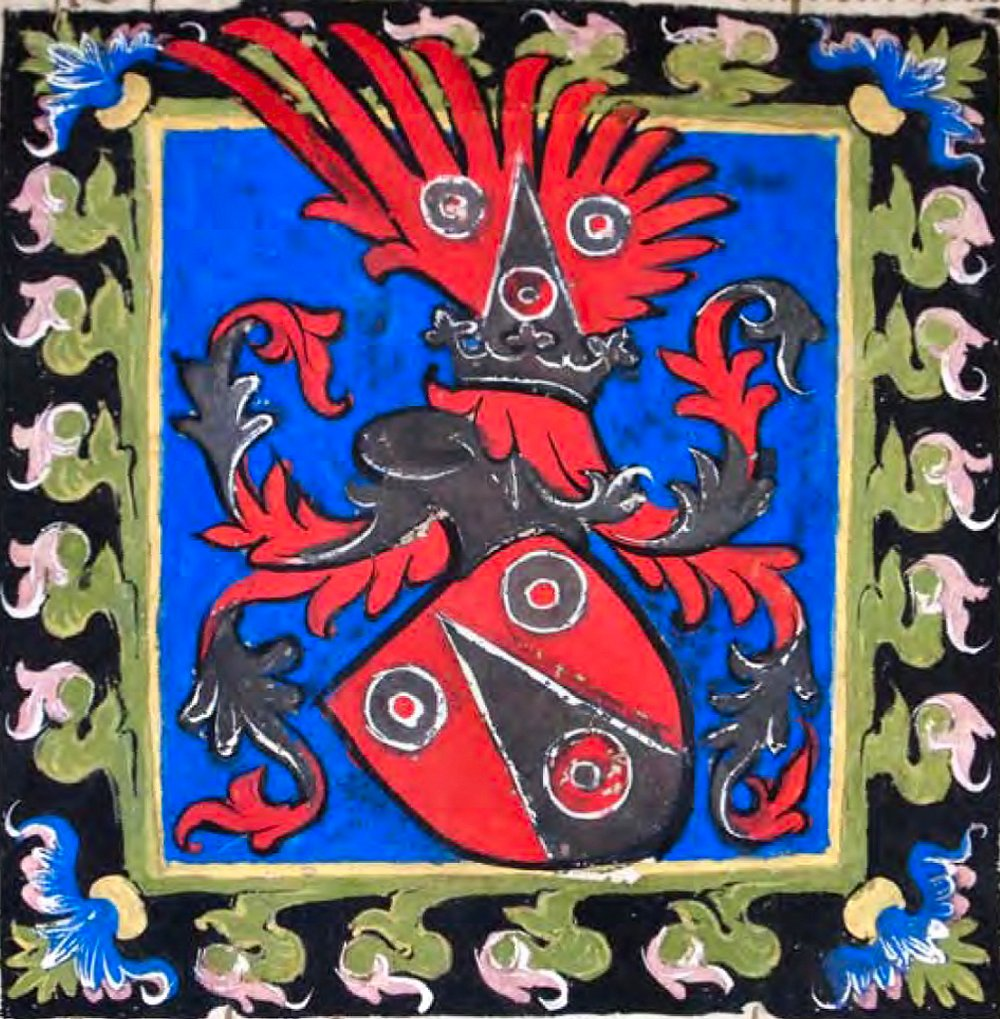
Stammwappen derer von Schlick, im Wappenbrief von 1416

Mathäus Schlick, auch Matthes Schlick (* um 1400; † 16. September 1487), Herr zu Elbogen, Falkenau, Schlackenwerth und Weißkirchen, war ein böhmischer Adliger, Statthalter und Burggraf. Er war der Bruder des Kanzlers Kaspar Schlick.

## Leben
Mathäus Schlick entstammte dem einflussreichen böhmischen Adelsgeschlecht der Schlick. Er wurde als Sohn des Kaufmanns und Ratsherrn Heinrich Schlick und seiner Frau, zuweilen als Constantia di Collalto Markgräfin von Treviso bezeichnet, in Eger als eines von acht Kindern geboren.
Die Herkunft seines Vaters aus dem fränkischen Adel wie auch seiner Mutter aus dem italischen Hochadel gelten seit dem 16. Jahrhundert als umstritten. Möglicherweise handelt es sich um eine Abstammungslegende, die Kaspar Schlick anlässlich seiner Vermählung mit Herzogin Agnes von Oels feststellen ließ, um den deutlichen Rangunterschied auszugleichen. Wahrscheinlicher ist eine Abstammung von Heinrich Schlick und seiner namentlich nicht bekannten Frau aus dem Bürgertum.
Mathäus Schlick stand in der Gunst Kaiser Sigismund, dem er seit 1431 als Sekretär diente. 1432 schrieb er sich an der Universität von Bologna ein. 1433 war er Probst von Altbunzlau. Am 31. Mai 1433 erhielt er und sein Bruder Kaspar Schlick auf der Tiberbrücke in Rom von Kaiser Sigismund den Ritterschlag. Wenige Monate später wurde er zum Pfalzgrafen ernannt. Der Dichter Oswald von Wolkenstein erwähnt ihn als Teilnehmer der Romreise bei dem Überfall auf Ronciglione: „Mein öheim Matheis Slick Der heub sich zu den dachen Reht als ein katz zum fenster aus...“.
Am 27. Januar 1434 wurde er zum Reichsfreiherr, am 31. Oktober 1437 zum Reichsgraf zu Passaun und 1449 zum Graf zu Weißkirchen ernannt. Die Titulaturen und Besitztümer sollen sich Kaspar Schlick und seine Brüder durch zahlreiche Urkundenfälschungen angeeignet haben. Dabei ist die genaue Anzahl der manipulierten Urkunden nicht festzustellen. Von 1436 bis 1436 wirkte als Statthalter und Pfleger von Elbogen und Eger. 1435 erhielt Mathäus Schlick gemeinschaftlich mit seinem Bruder Kaspar von Kaiser Sigismund Gut und Herrschaft Falkenau nebst Heinrichsgrün zum Geschenk. Erst durch die Bestätigung von Kaiser Albrecht vom 22. Januar 1438 wurde die Übereignung des Besitzes rechtmäßig. 1436 verpfändete ihm der Kaiser den goldenen Opferpfennig der Erfurter Juden. Von 1439 bis 1447 war er im Pfandbesitz des Amtes Vogtsberg im Vogtland und von 1447 bis 1473 war die Herrschaft Stollberg als sächsisches Lehen in seinem Besitz.
Nach dem Tode seines älteren Bruders Kaspar Schlick, übernahm er 1449 die Würde eines Burggrafen von Elbogen. Während seiner 38 Jahre andauernden Regierungszeit kam es zu Konflikten mit der Egerer Bürgerschaft die sich offen gegen den mit harter Hand regierenden Burggrafen stellte. Zeitgenossen warfen ihn Hochmut und Herrschersucht vor. Während der Hussitenkriege in dem Mathäus Schlick als Mitglied des katholischen Bundes sich gegen den böhmischen König Georg von Podiebrad stellte, wurde das Schlick´sche Herrschaftsgebiet verwüstet und geplündert. 
1462 brachte er die Herrschaft Hartenberg käuflich an sich. 1471 unternahm er den Versuch die Lehen Elbogen und Schlackenwerth an den Kurfürsten Ernst von Sachsen und dessen Bruder Herzog Albrecht abzutreten, was von der Elbogener Bürgerschaft verhindert wurde. Darauf kam es zwischen Käufer und Verkäufer zu einem Vergleich, in dem man Herzog Albrecht zum Schutzherren von Elbogen erklärte, die Schlicks aber Eigentümer blieben. Bei einer Erbteilung von 1472 erhielt Mathäus Schlick Elbogen nebst Falkenau und Heinrichsgrün als Allodialbesitz und sein Neffe Wenzel Hartenberg, Schönbach und Eger. 
Er starb am Tage Ludmilla 1487 hochbetagt und wurde in der Kirche zu Elbogen an der linken Seite des Altars begraben. Seine Grabinschrift lautete: "qui justo titulo Dominus Einbogae ad quinquaginta duos annos possedit, cuius anima sit in pace!". Das Erbe wurde unter seinen drei Söhnen Nikolaus, Hieronymus und Kaspar aufgeteilt. Unter diesen teilte sich das gräfliche Geschlecht in die sogenannte Falkenauer, Elbogener und Schlackenwerther Linie, von denen letztere noch heute blüht.

## Familie
Graf Mathäus Schlick vermählte sich mit Kunigunde von Schwarzenberg († 2. September 1469 in Eger), Tochter von Erkinger I. von Seinsheim, Freiherr von Schwarzenberg. Seine Kinder waren:
- Nikolaus († 1522), ⚭ Barbara Schenk von Tautenburg († 1546)
- Anna, ⚭ Buschko von Seeberg
- Kaspar (* um 1437; † 1505), ⚭ Elisabeth von Gutenstein
- Hieronymus († 1491), ⚭  NN von Zelking